# 1979年のテレビ (日本)
1979年のテレビ（1979ねんのテレビ）では、1979年（昭和54年）の日本におけるテレビジョン放送全般の動向についてまとめる。

## 主なできごと
4月1日にテレビ埼玉、7月1日に静岡第一テレビが開局
　前者は系列を持たない独立U局。後者は日本テレビ系列のフルネット局で静岡県初の音声多重放送を開始、これで静岡県の民放4系列4局のフルネット化が完了。（後述）
4月1日に、岡山・香川両県の民放テレビジョン放送のエリアが一本化
　これにより、岡山・香川両県の1エリア化による民放4系列4局のフルネット化が完了。（後述）
省エネ推進により、深夜放送の時間短縮が始まる。
6月11日にフジテレビが始めたのを皮切りに、7月には東京でTBS・東京12チャンネル（現:テレビ東京）、大阪で毎日放送、朝日放送が、8月には大阪で読売テレビと関西テレビが実施（ここで在版民放テレビ局全局が実施となる）。翌年春の改編期には、在京民放テレビ局全局が実施する様になる。
テレビ番組
- この年、TBS系『8時だョ!全員集合』の後半コントで、ザ・ドリフターズの加藤茶と志村けんのコンビによる「ヒゲダンス」が人気を博した。
- NHKが世界で初めて南極からのテレビ衛星生中継に成功。総合テレビにて同中継による番組等を放送。
- 日本テレビ系、この年の春に平日の帯番組の改編を実施。『ズームイン!!朝!』、『ルックルックこんにちは』、『2時のワイドショー』（読売テレビ）が放送開始。
- TBS系『3年B組金八先生』が放送開始。国語の先生の坂本金八役を演じた主役の武田鉄矢の熱血教師の演技と、当時の学校社会の問題を真摯に取り扱った物語が話題を呼び、連続ドラマで全8シリーズ、単発シリーズ数回が制作された。第1シリーズでは、武田の作詞・歌による番組のテーマ曲「贈る言葉」が翌年大ヒット。更に生徒役の中から田原俊彦、近藤真彦が人気となり、翌年からアイドル界を席巻する様になる。
- 局の看板となる、以下の番組が放送開始又は終了（上記を除く）。
  - 開始
    - NHK総合:「全国高等学校駅伝競走大会」
    - 日本テレビ:『全日本仮想大賞』
    - フジテレビ:『アイアイゲーム』
    - テレビ朝日:『ドラえもん』、『象印クイズ ヒントでピント』、『西部警察』
    - 関西テレビ（フジ系）:『花王名人劇場』
    - 朝日放送:『おはよう朝日です』（関西ローカル）

  - 終了
    - 日本テレビ:『金曜10時!うわさのチャンネル!!』、『ロンパールーム』
    - TBS:『ブラザー劇場』、『ロッテ 歌のアルバム』、『ぎんざNOW!』（TBS関東ローカル番組）
    - フジテレビ:『ラブラブショー』
    - テレビ朝日:『ベスト30歌謡曲』

CM
この年の秋に三洋電機のカラーテレビのCFに使われた、久保田早紀（現:久米小百合）の「異邦人 -シルクロードのテーマ-」が大ヒットする（詳細は、同曲の項目を参照のこと）。このCMは、同社が当時一社提供していたTBS系『兼高かおる世界の旅』でも放送されていた。
音声多重放送の動き
- NHK教育テレビを除く在版局、及び名古屋のNHK教育及び名古屋テレビ放送を除く全局が音声多重放送を開始した。更に、札幌、福岡、広島、静岡、山口地域でも同放送が開始された。（「#既存局の音声多重放送開始(当時は実用化試験放送) 」等を参照）
- 電電公社が、ステレオ放送対応の音声多重放送同時ネット回線を年内に全国へ開通。（後述）
- 番組では、NHK総合の蔵前国技館で開催の大相撲本場所中継、甲子園の春夏の高校野球、『日本歌謡大賞』等がこの年からステレオ放送に、『月曜ロードショー』（TBS）、『ゴールデン洋画劇場』（フジテレビ）がこの年から2か国語放送となる。又、前述の同時ネット回線のステレオ対応化に伴い、近畿・東海地方発によるスポーツ中継を始めとするステレオ同時ネット放送も行われる様になった。（詳細は、「#既存番組の音声多重化」等を参照）
- その一方で、10月7日に日本テレビが、この日行われた衆議院議員総選挙の開票速報番組の二か国語放送の副音声にて、画面と関係ない開票速報や党派別当選者数を放送。これが後に当時の放送法違反とされ、翌1980年5月31日に郵政省から文書による厳重注意を受けた。しかしこれが、1980年6月の衆参同時選挙の開票速報の放送に伴い、日本テレビが国の関係方面に働きかけた結果、特例ながらもこの開票速報に於いて初の2音声多重放送の開始に繋がることとなった（後述。「1980年のテレビ (日本)」、「音声多重放送」の項も参照）。

視聴率
- TBSがこの年の年間視聴率で在京民放局5局において3冠王となる（1978年から1981年までの4年間）[注 1]。
- フジテレビ系『ゴールデン洋画劇場』8月10日放送の映画『キタキツネ物語』が、関東地区のビデオリサーチ調べで、劇場用映画のテレビ放送としては歴代最高の44.7%の視聴率を記録。

## 番組関係のできごと

### 1月
- 1日
  - フジテレビ系
    - この年が「国際児童年」に当たることで、その関連ミニ番組『あの日あの時』が放送開始。[1]
    - グルメ紀行・情報番組『くいしん坊!万才』の第3代くいしん坊として、声楽家の友竹正則がこの日の放送から登場。同番組は主に俳優が起用されるが、俳優以外からの起用は初[注 2]（友竹は1981年12月31日まで約3年間出演、歴代2位の出演回数を誇る[2]）。

  - 東京12チャンネル（後のテレビ東京）、日本のテレビ放送開始から25年を経過した事に当たり、討論番組『テレビジョン25年は日本をどう変えたか・戦後大衆社会の総括と21世紀への展望』を放送。[1]
- 2日 - 東京12チャンネルが開局15周年記念番組として、上映時間約9時間以上にも上る映画『人間の条件』をノーカット放送。これが以後、2016年まで正月恒例となる12時間ワイドドラマ（のちの新春ワイド時代劇）の礎となる。
- 3日
  - TBS系で、フジテレビ系の『オールスター紅白水泳大会』および『オールスター寒中水泳大会』に対抗した水泳バラエティ番組『新春オールスター水上大運動会』を開始（ - 1986年）。またこの日には、恒例正月番組『第8回レコード8社対抗'79新春オールスター大運動会』を19:00 - 20:54で放送、初のゴールデンタイムでの放送となる（それまでは昼間の放送だった）。なお翌年も19:00 - 20:54と2年連続してゴールデン放送となる（シリーズ唯一）。
  - 東京12チャンネルで、読売新聞東京本社前から第55回東京箱根間往復大学駅伝競走復路ゴールの模様を大会開始以来初めてテレビ生中継（13:25 - 14:10）[3]。東京12チャンネル→テレビ東京の中継は1986年まで行われ、翌1987年からは制作局を日本テレビに移行し現在に至る[4]。
- 7日 - いずれもNHK総合
  - この日、蔵前国技館で初日を迎えた『大相撲初場所』に於いて、相撲中継に於いて初のステレオ放送を実施[1]。国技館以外の地方開催については、設備が整い次第ステレオ放送化。
  - 大河ドラマ『草燃える』（主演：石坂浩二）放送開始（ - 12月23日）。[1]
- 28日
  - 大阪で起こった三菱銀行人質事件の犯人逮捕・解決の模様をこの日朝NHKと民放各局が速報で伝えた。
  - NHK、世界で初めて南極大陸からのテレビ生中継に成功する。同日から2月3日まで随時ニュースや特別番組で生中継を行った。[1][5]

### 2月
- 3日 - いずれもテレビ朝日系
  - 1977年12月終了の『ジャッカー電撃隊』以来中断していた東映制作の看板特撮シリーズ、スーパー戦隊シリーズが、この日開始の『バトルフィーバーJ』より再開。同作から原作が八手三郎となり、ストーリー後半から巨大ロボットが登場するフォーマットが生まれ、以後放送枠を変動（土曜18:00→金曜17:30→日曜7:30→9:30）しながら2022年現在も継続中[注 3]。
  - 土曜19時30分枠で児童向けドラマ『あばれはっちゃくシリーズ』放送開始。第1作は『俺はあばれはっちゃく』（主演：吉田友紀、 - 1980年3月8日）。1985年の最終作『逆転あばれはっちゃく』まで全5作が制作された[注 4]。
- 5日 - TBS系の『ナショナル劇場』・時代劇『水戸黄門 第9部』が最終回を迎え視聴率が同番組最高視聴率43.7%を記録。
- 11日 - 朝日放送（現・朝日放送テレビ）・テレビ朝日系のクイズ番組『パネルクイズ アタック25』が放送200回を記念して「マンガ家大会」を放送。モンキー・パンチ、里中満智子、鈴木義司、針すなおの4名が出場、鈴木が優勝した[6]。
- 12日 - TBS系『ナショナル劇場』・時代劇『江戸を斬るIV』がスタート。今回から主人公遠山金四郎の設定が変更され、新レギュラーに関口宏、ジュディ・オング、谷幹一が参入。なお製作会社が都合上東映から三船プロダクションとなり第8話では同プロ代表の三船敏郎がゲスト出演している。

### 3月
- 4日 - テレビ朝日系のクイズ番組『象印クイズ ヒントでピント』（以下『ヒントでピント』。象印マホービン一社提供）が放送開始。初代レギュラーは紅組（女性軍）が江利チエミ、佐藤陽子、寿ひずる、谷川みゆき、白組（男性軍）が笹沢左保、柳家小三治、黒澤久雄、柴田恭兵。初回ゲストは佐良直美と志賀勝[7]（佐良は後に紅組キャプテンも務めた）。（ - 1994年9月25日）。なお、紅組3枠は翌週11日より、寿ひずるから大地真央に僅か1週で交代。
- 5日 - 日本テレビ系で、いち早い平日帯番組の改編が行われる。
  - 平日朝の生放送情報番組『ズームイン!!朝!』放送開始（ - 2001年9月28日[注 5]）[1]。初代司会は徳光和夫（同局アナウンサー、当時）[注 6]。
  - 読売テレビ制作の平日昼の生放送ワイドショー番組『2時のワイドショー』放送開始(1992年10月2日終了)。ネット回線の都合上、当初は制作局である大阪のみステレオ放送。尚、日本テレビは翌月（4月）2日から放送を開始。
- 10日 - 日本テレビ系では『ズームイン』新設に伴い『おはよう!こどもショー』が週末のみの放送となり、翌1980年9月28日まで継続。
- 17日
  - フジテレビ系、クイズ番組『ズバリ!当てましょう』がステレオ化。同時ネットの関西テレビでも、フジテレビ制作による初の音声多重放送番組として放送される[注 7]。[8]
  - 関西テレビ・フジテレビ系、関西テレビ開局20周年記念番組として、米のジェラルド・R・フォード前大統領（当時）を招き、特別番組『ザ・ネットワーク第6弾「太平洋圏時代 日本とアメリカ －フォード前大統領を迎えて－」』を放送（二か国語放送）。[9]
- 19日 - 日本テレビ系の生放送の歌謡番組『NTV紅白歌のベストテン』が、この日から、電電公社(当時)の当時ステレオ未対応の通常ネット回線とは別に、この番組のみ、東京→大阪間のステレオ放送対応の特別専用テレビネット回線を使った同時ネット放送を開始。これにより、ネット局では初めて読売テレビのみステレオ化される[10](同年6月18日からは音声多重放送のサービス放送を開始したばかりの中京テレビ放送が、同年7月2日からは開局直後の静岡第一テレビで各々ステレオ化)。[注 8]
- 20日 - フジテレビ系の『火曜ワイドスペシャル』枠で野球番組『女子野球だよドリフターズ!』を放送（開催場所：横浜スタジアム）。前年の10月24日に放送された同番組の第2回で、ザ・ドリフターズ率いる野球チーム「パーフェクト」（監督：いかりや長介、メンバー：ドリフメンバー、郷ひろみ、沢田研二、野口五郎、内山田洋とクール・ファイブ、角川博ほか）が、女子プロ野球チーム「ニューヤンキース」と「ブラックイーグルス」の連合軍と戦う。なおニューヤンキースの試合中継はこれを以て終了、ニューヤンキースとブラックイーグルスは後に解散した[注 9]。またニューヤンキースのメンバー3名が結成したアイドルグループ「スリーヤンキース」も解散する。この後1981年3月より、ニューヤンキース中継のため中断していた野球番組『オールスター夢の球宴』が再スタート、「パーフェクト」の一部のメンバーや、ニューヤンキース試合で主審を務めた森山周一郎も引き続き出演した。
- 21日 - 朝日放送が、この年のテレビ朝日系全国ネットの『水曜スペシャル』枠に於いての自社制作特番『決定!'79ミス・ユニバース日本代表』の初ステレオ放送を皮切りに、音声多重放送を開始[13][注 10]。これにより、NHK教育テレビを除く在京キー局及び在阪準キー局全てが音声多重放送の開始を完了。
- 27日
  - 『第51回選抜高等学校野球大会』が開幕。この日の開会式から、NHK総合と毎日放送が同番組のステレオ放送を開始[15][16]。更にNHKは、大阪→東京間にも電電公社のステレオ放送対応の特別専用テレビネット回線がこの日までに開通したのを受け、この回線を使用したことで、東京でも同番組がステレオで放送された[15]。
  - テレビ朝日系『ベスト30歌謡曲』が、この日を以て終了。1972年1月5日の番組開始から、途中約2年3カ月の中断を除いて約5年間の歴史に幕。
- 30日 - フジテレビ系の子供番組『ママとあそぼう!ピンポンパン』の3代目お姉さん・酒井ゆきえ（1975年4月より在任。当時：フジテレビアナウンサー）が、この日をもってお姉さん役を卒業し、4月2日からは大野ゆかり（現在は大野香菜。同）が4代目お姉さんに就任。また10月13日には、1968年4月以来11年半「体操のお兄さん」役を務めた金森勢の後任として宮沢芳春が新たな「体操のお兄さん」に就任[注 11]。
- 31日 - 4月7日から日本テレビ系で土曜19時30分 - 20時54分に単発特別番組枠『土曜スペシャル』（ - 1980年9月）を設置するにあたり、土曜19時台後半枠のアニメ『新・エースをねらえ!』がこの日終了、同じく20時枠の『全日本プロレス中継』は土曜17時30分 - 18時25分に移動するため、この日が20時枠での最後の放送となる。そしてその『プロレス中継』の枠確保のため、土曜17時台後半枠のバラエティ番組『時間だヨ!アイドル登場』と、土曜18時台前半枠の歌謡番組『ヒット'79』は、それぞれ5年・3年の幕を降ろした。他にも土曜17:20の情報番組『ビバ!ホリデー』と土曜23:45の海外ドラマ『ポリス・ストーリー』もこの日終了、そして翌4月7日には土曜19時台前半枠の『宇宙戦艦ヤマト2』（よみうりテレビ制作）が終了し、日本テレビ土曜日の夕方以降の番組が一新した。なお土曜23:45の海外ドラマは、それまでナイターシーズン中にプロ野球ナイター中継（当時は19:30 - 20:54）が編成された時は、土曜20:00の『全日本プロレス中継』を繰り下げて録画放送、ドラマは休止していたが、今回の編成替えで『プロレス中継』が土曜夕方へ移動したため、次作にして最終作『超人ハルク』は『プロレス中継』で休止される事はなくなった。

### 4月
- 2日 - 新年度の番組編成開始。
  - NHK総合

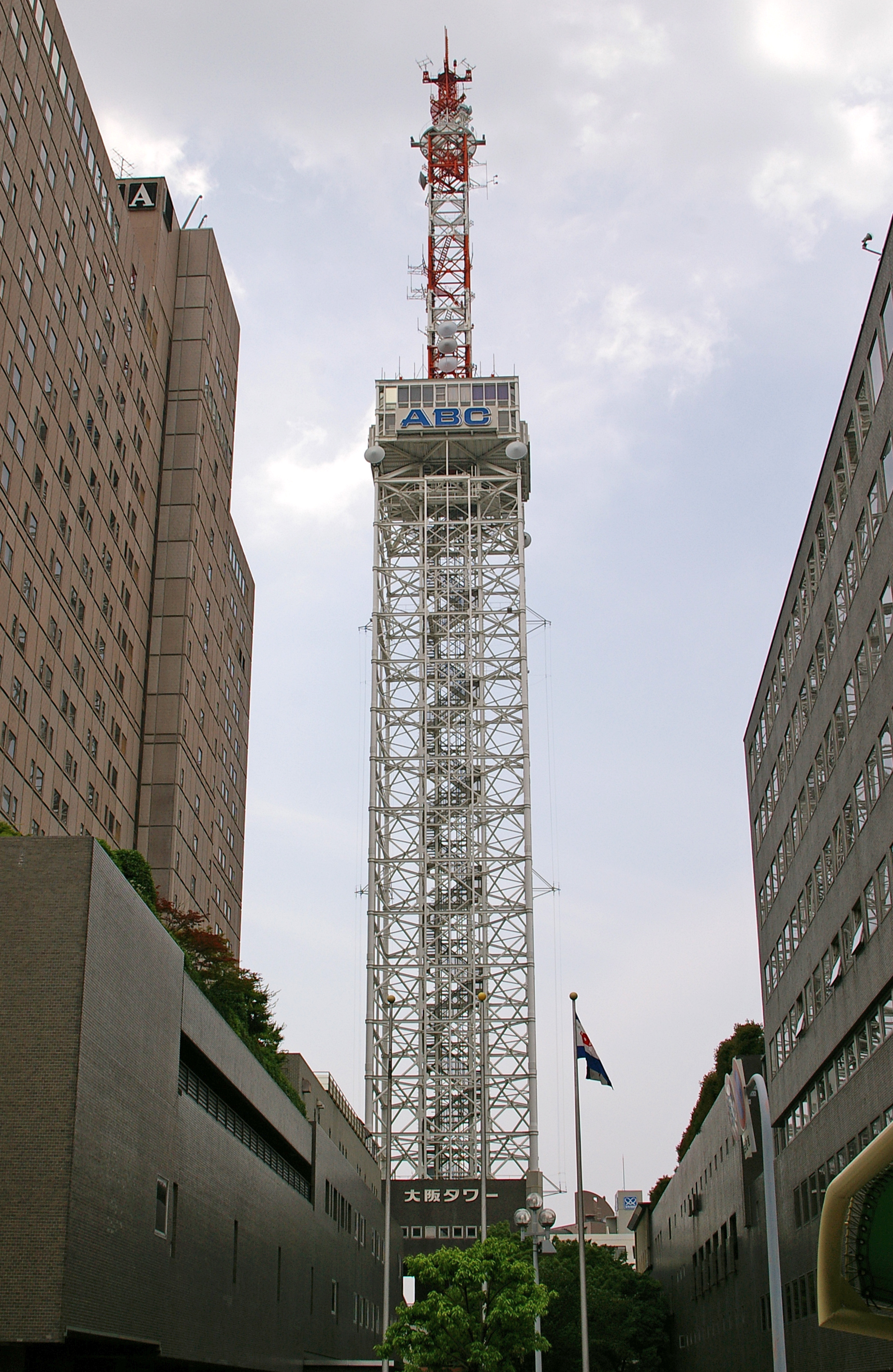
『おはよう朝日です』放送開始（4月2日。写真は生放送が行われた「スカイスタジオ」があった大阪タワー（2006年撮影。現在は解体））

    - 連続テレビ小説第23作として、漫画家・長谷川町子の『サザエさんうちあけ話』を原作とする『マー姉ちゃん』（主演：熊谷真実）が放送開始（ - 9月29日）[注 12]。[1]
    - 人形劇『プリンプリン物語』放送開始（ - 1982年3月19日）[1]。プリンプリンの声を演じたのは、アイドル歌手の石川ひとみ。少女キャラが単独で主人公になるのは、人形劇史上初となった。

  - 日本テレビ系
    - 平日朝のワイドショー『ルックルックこんにちは』が放送開始。初代司会者に女優の沢田亜矢子を起用。
    - 日本テレビに於いて、よみうりテレビ制作の『2時のワイドショー』のネット受け放送をこの日から開始（この時日テレではモノラル放送）。
    - 他にも、13:30に女性向け視聴者参加型クイズ番組『クイズ女性自身』を開始し、3本の帯番組が開始したが、『女性自身』はわずか3か月で終了した。
    - なお『2時の - 』設置にともない、平日14時のドラマ再放送枠『愛の名作シリーズ』または『愛とサスペンスシリーズ』（関東ローカル）は廃枠となり、日本テレビ平日14時にはしばらくドラマ再放送枠が途絶える。

  - TBS系
    - 日曜昼に放送されていた『家族対抗クイズ合戦』（1978年4月 - 1979年3月）をリニューアル、引き続き関口宏司会で『クイズ100人に聞きました』として月曜19時枠（YKK一社提供、当時）で放送開始（ - 1992年9月28日）[注 13][1]。なおTBS系ではこの後『ザ・チャンス!』『ペア対抗クイズ合戦』『人生ゲームハイ&ロー』といったクイズ番組を開始、更に各局でもクイズ番組が続々開始し、クイズブームが再燃する。

  - テレビ朝日系
    - 藤子・F・不二雄原作のアニメ『ドラえもん』が放映開始[注 14]（当時は月〜土曜の夕方帯10分と、日曜朝の30分版による放映だった。2025年現在も継続中）[1]。第1回放送は「ゆめの街 ノビタランド」の回。
    - 平日夕方の関東ローカルワイドニュース『6時のサテライト』開始。「女から女へのニュース」のキャッチフレーズの通りキャスター及びリポーター陣は女性だけという布陣。
    - 朝日放送（現・朝日放送テレビ）、平日朝の生放送情報番組『おはよう朝日です』（関西ローカル）が放送開始（2025年現在も継続中）。初代司会は乾龍介（同局アナウンサー、当時）。

  - 東京12チャンネル（現・テレビ東京）
    - 平日朝の生放送番組『おはようスタジオ』が放送開始（ - 1986年6月）。通称「おはスタ」[注 15]で、司会は志賀正浩（タレント）ほか。同番組の開始に伴い、同局の平日の放送開始時刻が7時45分→6時30分に繰り上げとなる。
    - パイオニア一社提供の平日帯のステレオ音楽番組『PIONEER ステレオ音楽館』放送開始（ - 1981年9月）。放送内容だけでなく、スポンサーのパイオニアのCMまでステレオ放送だった。
- 4日 - TBS系で円谷プロダクション制作の『ウルトラシリーズ』が、アニメ『ザ☆ウルトラマン』として4年振りに復活（ - 1980年3月）。半年後の10月5日には、毎日放送・東映制作の『仮面ライダーシリーズ』も、特撮『仮面ライダー (スカイライダー)』として3年9か月振りに復活、TBS系で2大ヒーローシリーズが放送される。
- 5日 - TBS系『ザ・ベストテン』で、この日第1位の西城秀樹「YOUNG MAN (Y.M.C.A.)」が番組最高得点9999点を獲得[注 16]（翌週も第1位となり、2週連続で9999点を獲得[18][注 17]。なお第1位は3月15日[注 18]から5月10日まで9週連続[19]）。また『ベストテン』は同日より系列局のテレビ山口での同時ネットを開始、全25局ネットとなる[注 19]。
- 7日
  - 名古屋テレビ・テレビ朝日系、日本サンライズ（現・サンライズ）制作のメカアニメ『機動戦士ガンダム』（シリーズ第1作）がこの日から放送開始（ - 1980年1月、全43話）。[1]
  - テレビ朝日系『土曜ワイド劇場』が、この日の放送作品『悪魔のような美女』から25分拡大（21:02 - 22:51[注 20]）。
- 10日 - TBS系で視聴者参加型ゲームバラエティ『ザ・チャンス!』が放送開始。司会は、当初はピンク・レディー[注 21]が務めたが、後に伊東四朗に交代[注 22]して人気を博する（ - 1986年10月2日）。

### 5月
- 7日 - 日本テレビ系の「月曜スター劇場」枠で、加山雄三主演のテレビドラマ『かたぐるま』が放送開始（ - 1979年10月29日。全26回）。1982年5月まで全3シリーズ制作された同局の看板ドラマとなった。

### 6月
- 3日 - 日本テレビ系のオーディション番組『スター誕生!』がこの日400回を迎え、それを記念して、巨人軍多摩川グラウンドで行われたソフトボール中継を録画放送。同番組からデビューした歌手や番組レギュラーが、阿久悠（作詞家。審査員）率いる「レッドスターズ」と、都倉俊一（作曲家。同じく審査員）率いる「ホワイトスターズ」に分かれて闘った。なお司会の萩本欽一は主審役で出演した。
- 25日 - TBS系『月曜ロードショー』が、この日から一部を除き2ヵ国語中心の音声多重放送を開始。[20]
- 29日 - 日本テレビ系のバラエティ番組『金曜10時!うわさのチャンネル!!』が、この日5年9か月の歴史に幕。

### 7月
- 1日 - テレビ朝日系『ヒントでピント』の新メンバーに白組からイラストレーターの山藤章二（キャプテン）と田中星児（4枠）、紅組に脚本家の小山内美江子（キャプテン）とシェリー（3枠）がそれぞれ登板[21]。なお、女性軍4枠はスケジュールの都合上、林寛子が出演していたが、翌週8日からは紅組4枠に女子プロレスラーのマッハ文朱が1週間遅れで登板[22]。

### 8月
- 1日 - 日本テレビ系列、同系列のテレビネット回線の東ループ廻りに於いて、大阪→名古屋→静岡→東京間のステレオ化工事が完了したのを受け、読売テレビ制作の『2時のワイドショー』がこの日から、日本テレビ、中京テレビ、静岡第一テレビでもステレオ放送となる。[23][注 23]
- 8日 - この日の『第61回全国高等学校野球選手権大会』の開幕に伴い、電電公社のテレビ中継回線の東日本ループ(東名阪及び北陸回り)でのステレオ化工事が完了し、同対応回線が同ループ内で正式開通。[24][25]
  - これにより、同大会の実況中継がこの日の開会式からNHKと朝日放送の双方でステレオ化[26]。又、NHKの音声多重放送をこの日までに開始した全ての実施局とテレビ朝日でもステレオで放送。
  - 更に、テレビ朝日系『溝口泰男モーニングショー』では、この開会式の模様を朝日放送から番組内で同時生中継する為に、臨時に番組初のステレオ放送となった。[27]
  - 前述の正式開通により、NHK『名曲アルバム』、NTV『TVジョッキー 日曜大行進』、TBS『クイズダービー』『サウンド・イン"S"』、フジテレビ『夜のヒットスタジオ』『ミュージックフェア』、テレビ朝日『題名のない音楽会』を始めとする東京キー局発のネット番組、東京・大阪・名古屋発のプロ野球を始めとするスポーツ中継番組等を含めるネット回線経由によるステレオ放送番組が、同地域内の音声多重放送実施局にて制作局以外でも漸くステレオ化される様になった。
- 10日 - フジテレビ系『ゴールデン洋画劇場』が、この日から一部を除き2ヵ国語中心の音声多重放送を開始。この日は2ヵ国語放送による特別企画「映画『キタキツネ物語』」を放送[28]。関東地区のビデオリサーチ調べで、劇場用映画のテレビ放送としては歴代最高の44.7%の視聴率を記録[29]。
- 25日・26日 - 日本テレビ系で、前年に続いて大型チャリティー特番『24時間テレビ 「愛は地球を救う」』第2回を放送。総合司会は萩本欽一、黒柳徹子、国弘正雄が、チャリティーパーソナリティーはピンク・レディーと、徳光和夫アナウンサー（当時）がそれぞれ務めた[注 24]。又、この年から、同特番の一部時間帯がステレオ放送となる。

### 9月
- 3日 - 日本テレビ系『ルパン三世』第99話「荒野に散ったコンバット・マグナム」で、日本のテレビアニメとして初となるステレオ放送を実施。[1][30]
- 18日 - テレビ朝日系『ヒントでピント』の新メンバーに紅組キャプテンで女優の佐良直美、紅組3枠に作家の栗本薫がそれぞれ登板[31]。
- 24日 - TBS系月曜19時30分のドラマ枠『ブラザー劇場』が、この日放送の『コメットさん』（大場久美子版）の最終回をもって15年の歴史に幕。
- 28日
  - 日本テレビ系平日午前の子供番組『ロンパールーム』が16年の歴史に幕[注 25]。
  - TBSでは、夕方の帯番組『ぎんざNOW!』が7年の歴史に幕。
- 30日
  - TBS系の長寿歌謡番組『ロッテ 歌のアルバム』が、この日21年の歴史に幕[注 26]。
  - フジテレビ系のトークバラエティ番組『ラブラブショー』が9年半の歴史に幕。

### 10月
- 1日
  - NHK連続テレビ小説第24作『鮎のうた』（主演：山咲千里。NHK大阪放送局制作） 放送開始（ - 1980年4月5日）。[1]
  - TBS系『ブラザー劇場』の後継枠として引き続きブラザー工業一社提供による『ブラザーファミリーアワー』を新設、愛川欽也司会のクイズ番組『人生ゲームハイ&ロー』を放送開始（ - 1982年10月）。
- 7日
  - 日本テレビ系、この日投票が行われた「第35回衆議院議員総選挙」の開票速報番組「'79総選挙にズームイン!!開票速報」の二か国語放送の副音声にて、画面と関係ない開票速報や党派別当選者数を放送[1][32]。これが後に当時の放送法違反とされ、翌年5月31日に郵政省から文書による厳重注意を受ける。しかしこの事が後に、音声多重放送の2音声多重放送の開拓へと繋がる。[33]
  - TBS系、前述の『ロッテ 歌のアルバム』終了に伴い、この日から日曜昼の番組を一新。12:00 - 12:55に紀行形式のクイズ番組『クイズ列車出発進行』を開始、このため、前週の9月30日まで12:00 - 12:45で放送された視聴者参加型トーク番組『婚約診断スイッチON』（毎日放送制作）は日曜14:00 - 14:30に短縮移動し、『やすきよの結婚します!』にリニューアル、この結果、1958年10月の『ダイラケのびっくり捕物帖』（大阪テレビ→朝日放送制作）以来、21年続いたTBS日曜正午台の関西系バラエティ番組[注 27]が終結した。また13:15 - 14:25で放送されていた視聴者参加型音楽番組『家族そろって歌合戦』は、13:00 - 13:55へ短縮移動、ルールは不変だが、参加チームが8チームから6チームに減らされた。
  - JNN九州ブロック6局（RKB毎日放送・長崎放送・熊本放送・大分放送・宮崎放送・南日本放送）共同制作によるドキュメンタリー番組『窓をあけて九州』（九州電力一社提供）がこの日から放送開始（ - 2012年3月25日）[注 28]。
  - フジテレビ系
    - 関西テレビ制作で、東阪企画の企画・制作、花王石鹸（現：花王）一社提供による単発番組枠『花王名人劇場』がこの日から放送開始[1]。漫才ブームの礎を築いた『激突!漫才新幹線』などのバラエティや芦屋雁之助が画家の山下清役で出演したテレビドラマ『裸の大将放浪記』などのシリーズが放送された（ - 1990年3月25日）。
    - 日曜22時台前半枠で、クイズ番組『アイ・アイゲーム』（武田薬品工業一社提供）がこの日から放送開始。司会の山城新伍が放った、空白を示すフレーズ「チョメチョメ」が流行語になった（ - 1985年9月29日）[34]。
- 8日 - フジテレビ系の歌謡番組『夜のヒットスタジオ』で、この年開業した西武ライオンズ球場（現：ベルーナドーム）から公開生放送。だが過去の野外放送の様な大雨は降らなかったものの、今度は強風が吹いてしまう。
- 10日 - TBS系の刑事ドラマ『明日の刑事』（大映テレビ制作）がこの日で終了、『夜明けの刑事』から始まった坂上二郎主演による「日の出署シリーズ」が5年の歴史に幕。
- 14日 - テレビ朝日系日曜20時枠で、石原プロモーション制作によるテレビドラマ『西部警察』（主演：石原裕次郎・渡哲也）がこの日から放送開始[1]。1984年まで全3シリーズ、5年間に亘って続くシリーズとなった[注 29]。
- 17日 - TBS系水曜20時枠で、大映テレビ制作によるテレビドラマ『噂の刑事トミーとマツ』（主演：国広富之・松崎しげる）がこの日から放送開始。1982年まで全2シリーズ、3年3か月に亘って続くシリーズとなった。
- 26日 - TBS系金曜20時枠で、テレビドラマ『3年B組金八先生』（第1シリーズ）がこの日から放送開始[1]。武田鉄矢演ずる熱血教師「坂本金八」は彼の当たり役となる。当時の学校社会の問題を真摯に取り扱った物語が話題を呼び、最終的には2011年3月27日放送のSP版で終了するまで、連続ドラマで全8シリーズ、単発シリーズ数回が制作された。この第1シリーズでは、武田自身の作詞・歌で、海援隊による番組のテーマ曲「贈る言葉」が翌年大ヒット。更にこのシリーズの生徒役で出演していた中から、田原俊彦、近藤真彦（共に当時ジャニーズ事務所に所属）が人気となり、アイドル界を席巻する様になる。又生徒役の中には、サブタイトル「十五歳の母」（その1～3、11月16・23・30日放送）を中心に、未婚の中学生の母を演じた杉田かおるも話題になった。

### 11月
- 2日 - フジテレビ系で、TBS系『ザ・ベストテン』に対抗したランキング歌謡番組『ビッグベストテン』（司会：高嶋秀武[注 30]、丘みつ子）を開始（ - 1980年3月）。
- 18日 - テレビ朝日系『ヒントでピント』の白組4枠におりも政夫（元フォーリーブス）が登板[35]。
- 23日 - 東京12チャンネル（現・テレビ東京）で、『輝け!!第10回日本歌謡大賞』をステレオ放送。民放でNHKホールからの生中継を行った最初の事例となった[36]。同番組はこの回からステレオ放送となる[37]。更に同局は当時、全国ネットワークを持っていなかった為、他系列の地方局に於いて全国ネットで生放送する為に、同番組初としてかつ異例の、16:05 - 17:50での、非ゴールデンタイムの時間での放送となった(東京12チャンネルのみ、15:45からの放送[37])。[注 31][38][39]
- 27日 - 東北放送、テレビ開局20周年記念番組として、自社制作では初のテレビドラマ『帰郷』放送。[注 32][1][40][41]
- 28日 - テレビ朝日系で渡辺プロダクション制作特別番組『ちびっこものまね紅白歌合戦』を放送。この年から夏大会を廃止（前年からは春大会を廃止）、冬の単独大会となる。またこの年の3月を以て、テレビ朝日月曜20時の渡辺プロ制作路線が終焉のため、今まで春・夏大会を放送していた『水曜スペシャル』に移動して放送となる。
- 30日 - テレビ朝日系のトーク番組『徹子の部屋』が放送1000回を達成（この日のゲストは物集高量と久米宏）[42]。

### 12月
- 23日 - NHK総合で全国高等学校駅伝競走大会を初中継。以後、毎年の恒例となる[43][44]。
- 29日 - 日本テレビ系『土曜スペシャル』で、赤塚不二夫（漫画家）の監修によるバラエティ特番『爆笑!激笑!!今年の笑いおさめだ79重大ニュース』を放送。由利徹、小松政夫、団しん也、所ジョージ、タモリ、谷啓、研ナオコらが出演し、1979年の世相を風刺した爆笑コントの数々を披露した[45]。
- 31日
  - フジテレビ系で『日本全国大みそか』を放送（12:00 - 14:34）。翌年から始まる『笑って笑って大みそか』につながる。
  - TBS系で『第21回日本レコード大賞』をステレオ放送（19:00 - 20:55）。大賞はジュディ・オングの「魅せられて」。平均視聴率43.3%（関東地区、ビデオリサーチ調べ）。
  - NHK総合、『第30回NHK紅白歌合戦』をステレオ放送（21:00 - 23:45）、平均視聴率77.0%（関東地区、ビデオリサーチ調べ）。
  - 『紅白歌合戦』の裏番組として、日本テレビ系で萩本欽一司会の視聴者参加型仮装バラエティ番組『欽ちゃんの紅白歌合戦をぶっとばせ!!第1回全日本仮装大賞〜なんかやら仮そう〜』をステレオ放送（21:00 - 23:30）、現在も続く『欽ちゃん（→欽ちゃん&香取慎吾）の全日本仮装大賞』が始まる[注 33]。ちなみに第1回は新宿コマ劇場からの生放送で、平均視聴率は関東地区で4.8%（ビデオリサーチ調べ）。

## その他テレビに関する話題
| 福岡放送2代目社屋（サンセルコ内）稼働開始（3月5日）  |  | テレビ埼玉（4月1日開局）  |  | 静岡第一テレビ（7月1日開局）  |
| 福岡放送2代目社屋（サンセルコ内）稼働開始 （3月5日） |  | テレビ埼玉 （4月1日開局） |  | 静岡第一テレビ （7月1日開局） |

- 3月5日 - 福岡放送（FBS/日本テレビ系列）がこの日、本社・演奏所が福岡市博多区築港本町の博多パラダイスから同市中央区渡辺通の複合ビル「サンセルコ」に移転、稼働開始[注 34]。
- 4月1日
  - 岡山県と香川県の民放テレビジョン放送のエリアが一本化された。元は香川県域局の瀬戸内海放送（KSB/テレビ朝日系列）が岡山に進出し（小豆島中継局の指向性を解除し、岡山向けに出力を増力）、11月30日には元岡山県域局の岡山放送（OHK/フジテレビ系列。それまではテレビ朝日系列とのクロスネット局であった。当時はテレビ岡山の呼称を使用していた）が金甲山の親局の指向性を解除し、出力も増力した。これにより、岡山・香川両県の1エリア化による民放4系列4局のフルネット化が完了。
  - 埼玉県域の独立局・テレビ埼玉（TVS/テレ玉）が開局。[1][46][47]
  - テレビ宮崎（UMK、フジテレビ系列・日本テレビ系列・テレビ朝日系列クロスネット）がこの日、NNNに正式加盟。
- 6月11日 - フジテレビが、省エネの観点から、深夜の放送時間短縮を開始（当初は毎週土曜日を除く）[48]。翌月1日にはTBS[49]、同2日には東京12チャンネルと毎日放送[49]、同16日には朝日放送[49]、8月6日には読売テレビと関西テレビも開始[49]（ここで在版民放テレビ局全局が実施となる）、翌年春の改編期には、在京民放テレビ局全局が開始する[50]。
- 6月 - 1967年にTBS（東京放送、現在のTBSホールディングス（TBSHD））アナウンサー12期生して入社、以来ラジオ番組などに出演し、当時『ぴったしカン・カン』『ザ・ベストテン』の司会を務めた久米宏が同月をもって退社し、フリーとなる。
- 7月1日 - 静岡県域4番目の民放テレビ局・静岡第一テレビ（SDT/だいいちテレビ→Daiichi-TV、日本テレビ系列）が開局[1][49][51]。これに伴い、前年開局した静岡県民放送（SKT/静岡けんみんテレビ。現在の静岡朝日テレビ（SATV/あさひテレビ））はテレビ朝日系列と日本テレビ系列のクロスネット局からテレビ朝日系列の単独ネットとなる。これにより、静岡県の民放4系列4局のフルネット化が完了。
- 8月8日 - 電電公社（当時、現・NTT）の東日本ループ(東名阪及び北陸回り)に於いての、テレビ中継回線のステレオ化工事が完了。これにより、同区域内の音声多重放送実施局のネット受け番組に於いて、ステレオ放送が可能となった。[注 35][24][25]
- 11月1日 - 郵政省、NHKと民放テレビ9657局に再免許[1]。NHK総合テレビと一般放送事業者には教育10%以上、教養20%以上の番組を確保する条件を出した。ただし全国朝日放送(テレビ朝日)と東京12チャンネルには引き続き教育20%以上、教養30%以上の確保を義務付けた。
- 12月1日 - 電電公社、テレビ中継回線の大阪-岡山-広島-山口-福岡間の音声多重化整備が完了、運用開始。[注 36][52][53]
- 12月20日 - 電電公社、テレビ中継回線の全国音声多重化が完了。全国のテレビ局で同回線経由での音声多重放送を行える回線整備を完了。[注 37][1][52][54]

## 開局
- 4月1日 - テレビ埼玉(当時は音声多重放送非対応)[1][46]
- 7月1日 - 静岡第一テレビ(サービス放送及び音声多重放送(実用化試験放送)開始は、6月24日。音声多重放送は、静岡県初。)[1][49]

## 既存局の音声多重放送開始(当時は実用化試験放送)
- 1月3日 - 関西テレビ[注 38][55]
- 3月21日 - 朝日放送テレビ[56][57]
- 7月1日 - 札幌テレビ放送(札幌地域のみ。北海道初)[58]
- 8月1日 - 中部日本放送、東海テレビ放送、中京テレビ放送（3局共に在名局初）[29][59][60][61]
- 8月8日 - NHK名古屋放送局、NHK京都放送局、NHK神戸放送局（共に総合テレビ）[62]
- 12月1日 - 広島テレビ放送、山口放送、福岡放送（3局共に、関西以西のテレビ局では初）[52][54]
- 12月23日 - 北海道放送（札幌地域のみ）[54]

## 周年

### 番組
- 放送開始25周年
  - NNNきょうの出来事（日本テレビ）
- 放送開始20周年
  - おかあさんといっしょ（NHK）
  - スター千一夜（フジテレビ）
- 放送開始15周年
  - 新春スターかくし芸大会（フジテレビ）
  - モーニングショー（テレビ朝日）
  - ミュージックフェア（フジテレビ）
- 放送開始10周年
  - クイズタイムショック（テレビ朝日）
  - 唄子・啓助のおもろい夫婦（フジテレビ）
  - 8時だョ!全員集合（TBS）
  - サザエさん（フジテレビ）
  - NTV紅白歌のベストテン（日本テレビ）
  - 水戸黄門（TBS）
  - 月曜ロードショー（TBS）
  - ヤングおー!おー!（毎日放送）
  - ワールドプロレスリング（テレビ朝日）
- 放送開始5周年
  - ニュースセンター9時（NHK総合）
  - レッツゴーヤング（NHK総合）
  - おしゃれ（日本テレビ）
  - 霊感ヤマカン第六感（朝日放送）
  - 土井勝おかずのクッキング（テレビ朝日）

### 放送局・放送開始
1月1日
放送開始20周年 - 長崎放送テレビジョン
1月10日
放送開始20周年 - NHK東京教育テレビジョン (JOAB-TV)
2月1日
開局20周年 - テレビ朝日
3月1日
- 放送開始25周年 - NHK大阪総合テレビジョン、名古屋総合テレビジョン
- 開局20周年 - フジテレビジョン
- 放送開始20周年 - 毎日放送テレビジョン、九州朝日放送テレビジョン

3月3日
開局20周年 - 日本海テレビジョン放送
4月1日
- 放送開始20周年 - NHK大阪教育テレビジョン、札幌テレビ放送、東北放送テレビジョン、北日本放送テレビジョン、中国放送テレビジョン、四国放送テレビジョン、高知放送テレビジョン、熊本放送テレビジョン、南日本放送テレビジョン
- 開局10周年 - 富山テレビ放送、石川テレビ放送、長野放送、中京テレビ放送、岡山放送、瀬戸内海放送、福岡放送、サガテレビ、テレビ長崎、テレビ熊本、鹿児島テレビ放送
- 放送開始10周年 - 近畿放送テレビジョン
- 開局5周年 - テレビ和歌山

4月12日
開局15周年 - 東京12チャンネル
5月1日
開局10周年 - サンテレビジョン
9月1日
放送開始20周年 - 岩手放送テレビジョン
10月1日
- 放送開始20周年 - 青森放送テレビジョン、山口放送テレビジョン、大分放送テレビジョン
- 開局10周年 - 秋田テレビ、福井テレビジョン放送

11月1日
開局20周年 - 沖縄テレビ放送
12月1日
開局10周年 - 青森テレビ、テレビ岩手、三重テレビ放送
12月10日
開局10周年 - テレビ愛媛
12月15日
放送開始20周年 - 山陰放送テレビジョン
12月20日
放送開始20周年 - 山梨放送テレビジョン

## 記念回
- 1000回以上
  - スター千一夜（フジテレビ） - 6000回、6006回
  - 3時のあなた（フジテレビ） - 3000回[36]
  - 徹子の部屋（テレビ朝日） - 1000回
- 500回以上
  - アップダウンクイズ（毎日放送） - 800回
  - 銭形平次（フジテレビ） - 700回[63]
  - ヤングおー!おー!（毎日放送） - 500回
  - NTV紅白歌のベストテン（日本テレビ） - 500回
  - 8時だョ!全員集合（TBS） - 500回（12月1日）
- 100回以上
  - スター誕生!（日本テレビ） - 400回
  - パンチDEデート（関西テレビ） - 300回[注 39]
  - おはようワイド・土曜の朝に（朝日放送） - 200回
  - パネルクイズ アタック25（朝日放送） - 200回[6]
  - Gメン'75（TBS） - 200回
  - クイズダービー（TBS） - 200回
  - ザ・ベストテン（TBS） - 100回（12月20日）

## 視聴率
（※関東地区、ビデオリサーチ調べ）

### ニュース・報道
1. ニュース（20:55-21:00）（NHK総合、12月31日）52.3%
2. ニュース（7:00-7:20）（NHK総合、10月19日）43.9%
3. テレビロータリー（NHK総合、10月19日）42.8%
4. スタジオ102（NHK総合、10月19日）42.8%
5. ローカルニュース・天気予報（7:15-7:35）（NHK総合、10月8日）42.3%
6. 大阪三菱銀行猟銃人質事件犯人逮捕（NHK総合、1月28日）40.9%
7. 首都圏交通スト情報・天気予報（7:15-7:35）（NHK総合、4月25日）40.3%

### ドラマ
1. 連続テレビ小説 マー姉ちゃん（NHK総合、9月25日）49.9%
2. 連続テレビ小説 鮎のうた（NHK総合、11月22日）47.2%
3. ナショナル劇場 水戸黄門・第9部（最終回）（TBS、2月5日）43.7%
4. ナショナル劇場 水戸黄門・第10部（TBS、12月17日）42.7%
5. 東芝日曜劇場 女たちの忠臣蔵（TBS、12月9日）42.6%
6. 金曜劇場 熱中時代（最終回）（日本テレビ、3月30日）40.0%[注 40]
7. 太陽にほえろ!（日本テレビ、7月20日）40.0%[注 40]
8. ナショナル劇場 江戸を斬るIV（TBS、2月12日）36.7%
9. 大河ドラマ 草燃える（NHK総合）34.7% - ※最高視聴率
10. 金曜劇場 熱中時代・刑事編（日本テレビ、9月22日）32.2%

### 映画
1. ゴールデン洋画劇場特別企画『キタキツネ物語』（フジテレビ、8月10日）44.7% - 劇場用映画の放送としては歴代最高視聴率[29]
2. ゴールデン洋画劇場特別企画『八つ墓村』（フジテレビ、10月12日）34.2%
3. ゴールデン洋画劇場特別企画『野性の証明』（フジテレビ、12月14日）33.9%
4. 水曜ロードショー『ジョーイ』（日本テレビ、12月19日）33.3%
5. 月曜ロードショー『オーメン』（TBS、2月12日）30.0%

### スポーツ
1. 土曜ナイター「巨人×阪神」（日本テレビ、6月2日）39.9%
2. '79プロ野球オールスターゲーム・第1戦（TBS、7月21日）34.6%
3. '79プロ野球オールスターゲーム・第3戦（フジテレビ、7月24日）33.5%
4. '79プロ野球オールスターゲーム・第2戦（TBS、7月22日）32.9%

### バラエティ・歌番組
1. 第30回NHK紅白歌合戦（NHK総合、12月31日）77.0%
2. ゆく年くる年（NHK総合、12月31日）45.5%
3. 第21回輝く!日本レコード大賞（TBS、12月31日）43.3%
4. クイズダービー（TBS、6月30日）40.8%
5. ぴったしカン・カン（TBS、11月20日）37.6%
6. ザ・ベストテン（TBS、3月22日）35.8%
7. クイズ100人に聞きました（TBS、10月22日）30.7%

## テレビ番組

### テレビドラマ

#### NHK
- 大河ドラマ 草燃える（出演：石坂浩二、岩下志麻 他）
- 連続テレビ小説
  - マー姉ちゃん（主演：熊谷真実）
  - 鮎のうた（主演：山咲千里）
- 銀河テレビ小説
  - 女の遺産
  - 冬の虹
  - ひそやかな日々を
  - 春の珍客
  - 鳥獣の寺
  - 人の気も知らないで[64]
  - 焚火
  - 姉さんの子守唄
  - ふるさとシリーズ（家族日記→海をわたって）
  - 欲しがりません勝つまでは
  - 幸せのとなり
  - 花はなにいろ
- 日本巖窟王（主演：草刈正雄）
- 風の隼人（主演：勝野洋）
- 人形劇 プリンプリン物語（NHK総合）
- リッチマン・プアマン（二か国語）（NHK総合）-外国作品[65]

#### 日本テレビ系
- 月曜スター劇場
  - あすなろの詩（出演：池内淳子、三浦友和、夏目雅子、宮崎達也、山口紀子、香坂みゆき、長門裕之、菅原謙次、佐藤允、宇津宮雅代、中原早苗、草薙幸二郎、渡辺文雄、園佳也子、杉村春子） - 1978年11月 - 1979年4月
  - かたぐるま（出演：加山雄三、柴田恭兵[注 41]、桜田淳子、音無美紀子、坂上忍、城山美佳子、丘みつ子、小倉一郎、前田吟、木ノ葉のこ、小鹿番、新橋耐子、平田守、宇乃壬麻、市川千恵子、野路きくみ、佐野浅夫、赤木春恵、財津一郎、山岡久乃、杉村春子）
  - おだいじに（主演：池内淳子）
- 火曜9時枠
  - 探偵物語（主演：松田優作）
- 火曜劇場
  - 帰らざる旅路（出演：佐久間良子、古谷一行、横内正 他）
  - 愛と死の絶唱（出演：大原麗子、金田賢一、田村正和 他）[64]
  - 火宅の人（原作：檀一雄／出演：三國連太郎、池内淳子、原田美枝子 他）
  - 甦える日日（出演：十朱幸代、原田芳雄、沖雅也 他）
- 水曜8時枠
  - あさひが丘の大統領（出演：宮内淳、片平なぎさ 他）
- 木曜9時枠（よみうりテレビ制作）
  - そっとさよなら（原作：落合恵子／出演：竹下景子、荻島真一、高岡健二、乙羽信子、木村功 他）
  - 怒れ兄弟!（出演：近藤正臣、国広富之、和田アキ子 他）
- 欽ちゃん劇場（金曜劇場）
  - Oh!階段家族!!（主演：萩本欽一）
  - とり舵いっぱーい!（出演：浜木綿子、松田洋治 他）
- グランド劇場
  - 熱中時代・刑事編（主演：水谷豊）
  - ちょっとマイウェイ（主演：桃井かおり）
- 日曜8時枠
  - 俺たちは天使だ!（主演：沖雅也、多岐川裕美）

#### TBS系
- ナショナル劇場
  - 江戸を斬るIV（主演：西郷輝彦）
  - 水戸黄門・第10部（主演：東野英治郎）
- 火曜8時
  - 男なら!（出演：北大路欣也、高橋洋子 他）[64]
  - 青春諸君!（出演：古谷一行、多岐川裕美 他）
- 火曜9時
  - やる気満々（出演：古谷一行、細川俊之、川谷拓三 他）[64]
  - 三男三女婿一匹III（主演：森繁久彌、杉村春子、山岡久乃）
- 噂の刑事トミーとマツ（主演：国広富之、松崎しげる）
- 水曜劇場
  - 熱愛一家・LOVE（出演：森光子、浅茅陽子、柴俊夫、太川陽介、石野真子 他）
  - 家路〜ママ・ドント・クライ（出演：京マチ子、郷ひろみ、浅野温子 他）
  - 家路PART2（出演：京マチ子、郷ひろみ、浅野温子 他）
- 金曜8時
  - 3年B組金八先生（主演：武田鉄矢）
- 金曜9時
  - 赤い嵐（主演：柴田恭兵、能瀬慶子）
- 金曜ドラマ
  - 愛の殺意（出演：中野良子、竹脇無我 他）
  - 沿線地図（出演：岸惠子、河原崎長一郎 他）
  - 恋路海岸（出演：真野響子、林隆三 他）
  - 冬の花火（出演：石坂浩二、大谷直子、檀ふみ、長山藍子、加賀まりこ 他）
- ポーラテレビ小説
  - からっ風と涙（主演：木村弓美）
  - おりん（主演：佐藤万理）
- カレー屋ケンちゃん（主演：岡浩也）

#### フジテレビ系
- 火曜10時枠時代劇（関西テレビ制作）
  - 柳生一族の陰謀（出演：千葉真一、山村聰、志穂美悦子）- 1978年10月 - 1979年6月
  - 雲霧仁左衛門（主演：天知茂）
  - 騎馬奉行（出演：市川染五郎（6代目）、夏目雅子 他）
- ゴールデンドラマシリーズ
  - 死人狩り（主演：萩原健一）- 1978年12月 - 1979年1月
  - フジテレビ開局20周年記念特別番組 陽はまた昇る
- 土曜劇場
  - 時よ燃えて!（主演：加山雄三）
  - 家族サーカス（原作：向田邦子／出演：若山富三郎、国広富之、加藤治子 他）
  - 愛ってなんですか
  - ご近所の星（出演：十朱幸代、三浦友和 他）
- 新・座頭市（第3シリーズ）（主演：勝新太郎）
- われら行動派!（主演：中村雅俊）
- 満員御礼!三波伸介一座（主演：三波伸介）
- 江戸の激斗（出演：小林桂樹、夏木陽介 他）
- 駆け込みビル7号室 - 3か月で打ち切り。

#### テレビ朝日系
- 火曜9時枠時代劇
  - 半七捕物帳（出演：尾上菊五郎、坂東八十助（5代目）、下川辰平、長門勇、名取裕子 他）
  - 江戸の牙（出演：天知茂、若林豪、坂上二郎、白都真理 他）
- 金曜9時枠（朝日放送（現・朝日放送テレビ）制作）
  - 続・おくどはん（出演：浅茅陽子、宝生あやこ、加賀まりこ、中条きよし、黒沢年男（現・年雄） 他）
  - 見知らぬ恋人（出演：小川真由美、愛川欽也、津川雅彦、沢村貞子 他）
- 燃えろアタック（石ノ森章太郎原作。出演：荒木由美子 他）
- 俺はあばれはっちゃく（あばれはっちゃくシリーズ第1作。出演：吉田友紀、東野英心、久里千春、島田歌穂、山内賢 他）
- 京都殺人案内（朝日放送制作。主演：藤田まこと）シリーズ開始[注 42]（ - 2010年2月27日）
- 必殺仕事人（朝日放送制作、必殺シリーズ第15作。出演：藤田まこと、伊吹吾郎、三田村邦彦 他）
- 西部警察（出演：石原裕次郎、渡哲也、舘ひろし 他）
- 長七郎天下ご免! (出演：里見浩太朗 他)

#### 東京12チャンネル
- おやこ刑事（主演：名高達郎（現・達男）、金子信雄）[64]
- ザ・スーパーガール（主演：野際陽子）

### テレビアニメ
- キリン名曲ロマン劇場（東京12チャンネル）
  - 野ばらのジュリー
  - 巴里のイザベル
  - 金髪のジェニー
  - さすらいの少女ネル
- 世界名作劇場 赤毛のアン（フジテレビ）
- タイムボカンシリーズ ゼンダマン（フジテレビ）
- 日本名作童話シリーズ 赤い鳥のこころ（テレビ朝日）
- 花の子ルンルン（テレビ朝日）
- サイボーグ009（第2作）（テレビ朝日）
- 未来ロボ ダルタニアス（東京12チャンネル）
- くじらのホセフィーナ（東京12チャンネル）
- ドラえもん（テレビ朝日）
- ザ☆ウルトラマン（TBS）- ウルトラシリーズ初のアニメ版
- シートン動物記 りすのバナー（テレビ朝日）
- アニメーション紀行 マルコ・ポーロの冒険（NHK総合）
- 機動戦士ガンダム（名古屋テレビ）
- 新・巨人の星II（よみうりテレビ）
- SF西遊記スタージンガーII（フジテレビ）
- 科学冒険隊タンサー5（東京12チャンネル）
- 円卓の騎士物語 燃えろアーサー（フジテレビ）
- こぐまのミーシャ（朝日放送）
- 科学忍者隊ガッチャマンF（フジテレビ）
- 闘士ゴーディアン（東京12チャンネル）
- まんが猿飛佐助（東京12チャンネル）
- ベルサイユのばら（日本テレビ）
- 宇宙空母ブルーノア（日本テレビ）

特別番組
- 春休み・夏休みマンガ祭り（水曜スペシャル）（テレビ朝日） - 7月18日放送。以後1987年まで放送。

### 特撮番組
- バトルフィーバーJ（テレビ朝日）制作：東映 - スーパー戦隊シリーズ第2期開始。ここから八手三郎原作となる。
  - 出演：谷岡弘規、伊藤武史、倉地雄平、大葉健二、ダイアン・マーチン、伴直弥、萩奈穂美、東千代之介、石橋雅史[注 43]、マキ上田、飯塚昭三 他
- メガロマン→炎の超人メガロマン（フジテレビ）制作：東宝
  - 出演：北詰友樹、保積ペペ、杉まどか 他
- 仮面ライダー（毎日放送）制作：東映 - 第2期仮面ライダーシリーズ第1作
  - 出演：村上弘明、田畑孝、塚本信夫、桂都丸、堀田真三、中庸助、納谷悟朗 他
- 西遊記II
  - 出演：堺正章、夏目雅子、岸部シロー 他

特別番組
- ゴジラ・ガメラ・ウルトラマン!怪獣クイズだ大集合!!（フジテレビ） - 7月21日放送
  - 出演：高島忠夫、坪内ミキ子、片平なぎさ、青空球児・好児、ゴジラ、ガメラ、ウルトラマン、メガロマン 他
- 大みそかこどもスペシャル 地球攻撃命令 ゴジラ対ガイガン（フジテレビ） - 12月31日放送
  - 脚本：関沢新一／監督：福田純／出演：石川博 他

### 報道・情報番組
- ズームイン!!朝!（日本テレビ）
- ルックルックこんにちは（日本テレビ）
- 2時のワイドショー（ステレオ）（よみうりテレビ）
- 6時のサテライト（テレビ朝日）
- おはよう朝日です（朝日放送→朝日放送テレビ）
- ニュースキッド715（東京12チャンネル）[66]
- レッツ!VOICE（テレビ朝日）[66]

特別番組
- ザ・ネットワーク第6弾「太平洋圏時代 日本とアメリカ －フォード前大統領を迎えて－」（二か国語）（関西テレビ）- 3月17日放送。関西テレビ放送開局20周年記念番組。[9]

### バラエティー番組
- 新春オールスター水上大運動会（TBS）
- ばらえてい テレビファソラシド（NHK総合）
- 欽ちゃんの全日本仮装大賞（ステレオ）（日本テレビ）
- 新・ロンパールーム（日本テレビ）- 子供向け番組
- タウン5（ステレオ）（日本テレビ）[67]
- なんじゃ・もんじゃ・ドン!（日本テレビ）- 子供向け番組
- 少女探偵スーパーW（TBS）
- ミラクルTV大出動（TBS）
- ハッスル夫婦（TBS）
- スターどっきり生放送（フジテレビ）
- 三波伸介のチャンネル・インベーダー（フジテレビ）
- オールスター番組対抗ボウリング大会（テレビ朝日）[注 44]
- （大正）週間漫画 ゲラゲラ45（テレビ朝日）
- ドバドバ大爆弾（東京12チャンネル）
- おはようスタジオ（東京12チャンネル→テレビ東京）- 子供向け番組[注 15]
- 花王名人劇場（関西テレビ）

### クイズ番組
- クイズ女性自身（日本テレビ）
- うそつきクイズ→クイズスクエア（日本テレビ）
- 謎のカーテン!?（日本テレビ）
- クイズ100人に聞きました（TBS）[注 45]
- ザ・チャンス!（TBS）
- ペア対抗クイズ合戦（TBS）
- チェック&チェック（TBS）
- 人生ゲームハイ&ロー（TBS）
- クイズ列車出発進行（TBS）
- アイ・アイゲーム（フジテレビ）
- 正解のないクイズ（フジテレビ）
- 家族対抗オリンピッククイズ（テレビ朝日）
- 象印クイズ ヒントでピント（テレビ朝日）
- ドラフトクイズ（東京12チャンネル）

### 音楽番組
- ロックでフィーバー'79（ステレオ）（TBS。1月1日）[68]
- ミュージック・ボンボン（よみうりテレビ）[注 46]
- 金曜娯楽館（ステレオ）（日本テレビ）
- 全国縦断紅白歌合戦（フジテレビ。4月6日）[注 47]
- ビッグベストテン（フジテレビ）
- 歌謡ワイド速報!!（テレビ朝日）
- ザ・リクエストショー（テレビ朝日）
- PIONEER ステレオ音楽館（ステレオ）（東京12チャンネル）[67]
- 日本民謡決定版（東京12チャンネル）
- 日本縦断・民謡大全集（東京12チャンネル）

### トーク番組
- レッツ!VOICE（テレビ朝日）

### 教養・ドキュメンタリー番組
- ルーブル美術館（フジテレビ）[注 47][69]
- 信也の動物バンザイ（東京12チャンネル）
- 窓をあけて九州（RKB毎日放送・長崎放送・熊本放送・大分放送・宮崎放送・南日本放送）

### 紀行番組
- 楽しい世界の旅（日本テレビ）

### 単発特別番組枠
- 土曜スペシャル（日本テレビ）
- 【正式枠名無し】（フジテレビ）
- 土曜サマースペシャル（東京12チャンネル）

### 既存番組の音声多重化

#### ステレオ放送化
- 新春コロムビア歌謡大行進（日本テレビ）- この年の放送（1月1日）のみ（番組はこの年で終了）[68]
- ザ・タカラヅカ（関西テレビ）- 1月6日から[70]
- 大相撲中継（NHK総合）- この年の初場所の初日（1月7日）から（大阪、名古屋、福岡の各地方場所については、整備が整った時点で実施）[65]
- 全国高等学校サッカー選手権大会（日本テレビ）- この年（第57回）は決勝戦（1月8日放送）のみ[71]
- ナイトパンチ（関西テレビ）- 1月12日から[72]
- ベスト30歌謡曲（テレビ朝日）- 1月30日[73]から番組終了（同年3月27日）まで。
- ズバリ!当てましょう（フジテレビ）- 3月17日から[8]
- ミス・ユニバース日本代表決定大会（朝日放送テレビ）- この年から（この年は3月21日に放送）[13][注 10]
- 選抜高等学校野球大会（NHK総合）（毎日放送）- 両局とも、この年（第51回）の開会式（3月27日）から[注 48][15][16]
- 競馬中継 (関西テレビ制作版)（関西テレビ）- 4月8日から[注 49][74]
- 東京音楽祭（TBS）- この年（第8回）から[75]
- 全国高等学校野球選手権大会（NHK総合）（朝日放送テレビ）- 共にこの年（第61回）の開会式（8月8日）から[26][注 50]
- 溝口泰男モーニングショー（テレビ朝日）- 8月8日のみ。朝日放送テレビから、前述の「第61回全国高等学校野球選手権大会」の開会式を、番組内で同時生中継する為に、ステレオ放送となった。[注 50][27]
- 24時間テレビ 「愛は地球を救う」（日本テレビ）- この年から一部時間帯のみ（この年は8月25・26日に放送）
- ルパン三世 (TV第2シリーズ)（日本テレビ）- 9月3日（第99話）、及び10月1日（第103話）から毎回。
- あなたが選ぶ全日本歌謡音楽祭（テレビ朝日）- この年から、入賞者発表（この年は10月23日放送）もステレオ化され（決勝は前年からステレオ化）、全面ステレオ化となる。[76]
- 日本歌謡大賞（この年は東京12チャンネルの制作）- この年から（この年は11月23日に放送）[77]
- 全日本プロレス中継（日本テレビ）- 12月1日から（収録会場によってはモノラル放送）[78]

#### 二か国語放送化
- 月曜ロードショー（TBS）- 6月25日から[20]（内容によっては、モノラルやステレオ放送の時もあり[注 51]）
- ゴールデン洋画劇場（フジテレビ）- 8月10日から[28]（内容によっては、モノラルやステレオ放送の時もあり[注 52]）

## この年の主なキャンペーン
- 「青春は8ビート 燃える秋のフジテレビ」（フジテレビ、10月期）